# Live ’92
Live ’92 – trzeci album zespołu Apteka, nagrany podczas koncertu we Wrocławiu w kwietniu 1992. Wydany w 1992 przez wytwórnie: Youmi i Silverton. Płyta nie jest autoryzowana przez zespół.

## Lista utworów
1. "Piosenka o satanistach" – 3:59
2. "Pociąg do..." – 3:26
3. "Girls" – 3:38
4. "Marzenia" – 3:43
5. "Cuda" – 3:13
6. "Little Baby" – 3:14
7. "Choroba" – 2:41
8. "Ujarane całe miasto" – 4:04
9. "Biała ścieżka" – 2:37
10. "O trawce" – 4:29
11. "Jimmy" – 2:52
12. "Piosenka dla" – 2:30
13. "My niezależni" – 5:55

## Skład
- Jędrzej Kodymowski – wokal, gitara
- Janusz Sokołowski – gitara, wokal
- Marcin Ciempiel – gitara basowa
- Maciej Wanat – perkusja

Realizacja:
- Mieczysław Jurecki – nagranie